# 서울우암초등학교
서울우암초등학교(서울牛岩初等學校)는 대한민국 서울특별시 서초구에 있는 공립 초등학교이다.

## 학교 연혁
- 1994년 9월 1일 서울우암국민학교로 개교
- 1996년 2월 16일 1회 졸업식 (198명)
- 1996년 3월 2일 서울우암초등학교로 교명 변경
- 2017년 9월 1일제일7 이순임 교장 부임
- 2018년 2월 13일 23회 졸업식 (34명)
- 2018년 3월 2일 2018학년도 입학식 (69명)
- 2024년 9월 1일 개교 30주년

## 참고 자료
- 서울우암초등학교 - 한국교육학술정보원 학교알리미